# 有松 (名古屋市)
有松（ありまつ）は、愛知県名古屋市緑区の町名。現行行政地名は有松（丁番を持たない単独町名）と有松町大字有松。住居表示未実施。

## 地理
有松（丁番なし）は名古屋市緑区の南部に位置し、北東は鳴海町、南は有松南・有松三丁山・有松町大字桶狭間、東は境松に接する。
有松町大字有松は区南部に位置し、区域は3か所に分かれている。

### 河川
- 手越川

### 小字
- 往還南（おうかんみなみ）
- 三丁山（さんちょうやま）
- 長坂南（ながさかみなみ）
- 橋東南（はしひがしみなみ）

## 歴史
知多郡有松村を前身とする。江戸時代初めの時点では桶廻間村（桶狭間村）の一部であったが、1608年（慶長13年）に東海道整備のため当地が開発された。当初は桶廻間村の枝郷扱いであり、正式に独立したのは1625年（寛永2年）とされている。
旧東海道沿いには古くからの建物が残っており、1984年（昭和59年）に市の町並み保存地区（有松町並み保存地区）に指定されている。また、「人と風土が育てた家並」のテーマで1986年（昭和61年）度の手づくり郷土賞を受賞している。

### 町名の由来
松が生い茂る景観であったことによる説や、桶廻間村の一部から新設された村であることから新町（あらまち）が転じたものとする説がある。

### 沿革

#### 有松町大字有松
- 1889年（明治22年）10月1日 - 町村制に基づく知多郡有松村となる[1]。
- 1892年（明治25年）9月13日 - 町制施行に伴い、有松町となる[1]。
- 1893年（明治26年）12月4日 - 共和村大字桶狭間を編入し、旧有松町域が大字有松となる[1]。
- 1964年（昭和39年）12月1日 - 名古屋市緑区へ編入し、同区有松町大字有松となる[1]。
- 2001年（平成13年）2月17日 - 一部が有松愛宕・有松三丁山・有松南となる[WEB 11]。
- 2009年（平成21年）11月7日 - 一部が有松となる[WEB 1]。

#### 有松
- 2009年（平成21年）11月7日 - 緑区有松町大字有松（字往還北・橋東北の全域および往還南・橋東南・長坂南の各一部）・大字桶狭間（字高根・生山の各一部）・大高町（字北平部・中平部の各一部）・鳴海町（字有松裏・鎌研・大将ケ根・米塚の各一部）の各一部より、同区有松が成立[WEB 1]。

### 史跡
- 有松一里塚

## 世帯数と人口
2019年（平成31年）3月1日現在の世帯数と人口は以下の通りである。
| 町丁・字       | 世帯数  | 人口    |
| -------------- | ------- | ------- |
| 有松           | 513世帯 | 1,110人 |
| 有松町大字有松 | 124世帯 | 299人   |

## 学区
市立小・中学校に通う場合、学校等は以下の通りとなる。また、公立高等学校全日制普通科に通う場合の学区は以下の通りとなる。なお、小・中学校は学校選択制度を導入しておらず、番毎で各学校に指定されている。
| 町丁・字               | 小学校                                                         | 中学校                                                           | 高等学校 |
| ---------------------- | -------------------------------------------------------------- | ---------------------------------------------------------------- | -------- |
| 有松                   | 名古屋市立有松小学校 名古屋市立東丘小学校 名古屋市立平子小学校 | 名古屋市立有松中学校 名古屋市立東陵中学校 名古屋市立左京山中学校 | 尾張学区 |
| 有松町大字有松字往環南 | 名古屋市立有松小学校                                           | 名古屋市立有松中学校                                             | 尾張学区 |
| 有松町大字有松字三丁山 | 名古屋市立有松小学校                                           | 名古屋市立有松中学校                                             | 尾張学区 |
| 有松町大字有松字長坂南 | 名古屋市立有松小学校                                           | 名古屋市立有松中学校                                             | 尾張学区 |
| 有松町大字有松字橋東南 | 名古屋市立有松小学校                                           | 名古屋市立有松中学校                                             | 尾張学区 |

## 交通

### 鉄道
名古屋鉄道（名鉄）
■ 名古屋本線 有松駅

### 道路
- 国道1号
- 国道302号（名古屋環状2号線）
- 愛知県道222号緑瑞穂線（旧東海道）
- 愛知県道237号新田名古屋線
- 愛知県道243号東海緑線

## 施設
- 名古屋市立有松小学校
- 名古屋有松郵便局
- 緑警察署 有松交番
- 有松・鳴海絞会館
- 碧海信用金庫有松支店
- 名古屋情報専門学校
- 祇園寺

## その他

### 日本郵便
- 集配担当する郵便局は以下の通りである[WEB 14]。

| 町丁・字       | 郵便番号 | 郵便局   |
| -------------- | -------- | -------- |
| 有松           | 458-0924 | 緑郵便局 |
| 有松町大字有松 | 458-0901 | 緑郵便局 |